# اچ‌ام‌اس رادنی (۱۸۳۳)
اچ‌ام‌اس رادنی (۱۸۳۳) (به انگلیسی: HMS Rodney (1833)) یک کشتی بود که طول آن ۲۰۵ فوت ۶ اینچ (۶۲٫۶۴ متر) بود. این کشتی در سال ۱۸۳۳ ساخته شد.